# Manuel Belgrano Cabral
Manuel Belgrano Cabral (Ciudad de Buenos Aires ca 1803 — 26 de diciembre de 1839 Montevideo) fue un abogado, político, poeta y dramaturgo argentino. Sobrino del prócer argentino Manuel Belgrano, «ha sido en pos de Labardén y a la par de Varela, uno de los fundadores del teatro argentino».

## Biografía

Escudo de armas de la familia Belgrano.

Manuel Belgrano Cabral nació ca 1803 en la ciudad de Buenos Aires, hijo del coronel José Gregorio Belgrano, hermano del general patriota Manuel Belgrano, y de Casiana Cabral.
Tras efectuar sus estudios secundarios en el Real Colegio de San Carlos, siguió derecho en la Universidad de Buenos Aires. Ejerció luego la abogacía en el foro local adquiriendo reputación por su honradez en el manejo de causas controversiales. Su excelente inglés le permitió también trabajar para el consulado de Gran Bretaña y enseñar el idioma en su alma mater.
En 1821 fundó junto a Valentín Alsina, Juan Crisóstomo Lafinur, su cuñado Diego Alcorta, Ireneo Portela y Francisco Pico, la sociedad romático-literaria Valeper. La sociedad era secreta, y su alias en ella era Hipólito Valeper.
Escribió la tragedia en cinco actos Molina, ambientada en Quito, en los primeros años de la conquista hispana. Escrita en versos endecasílabos, fue impresa en 1823 con dedicatoria a Bernardino Rivadavia y se estrenó con éxito el 25 de mayo de 1824. Más allá de su calidad discutible, es considerada el primer ensayo serio de tragedia compuesto por un autor argentino después del Siripo de Labarden.
Aunque cultivó fundamentalmente la poesía dramática, al igual que otros escritores del movimiento romántico en el Río de la Plata no desdeñó géneros ligeros y se conserva de su pluma la «Canción de la Comparsa de Momo» para el carnaval de 1835, que empieza con la línea «fuera melindres, fuera esquiveces, al baile y risa pronto volad».
Al igual que la mayoría de los románticos de su generación se opuso y conspiró activamente contra el gobierno de Juan Manuel de Rosas. Tuvo un papel decisivo para sumar a los grupos afines al partido unitario a la conspiración de 1839.
Anticipado el movimiento en la ciudad por Rosas y muerto su líder Ramón Maza, Belgrano consiguió huir a la campaña bonaerense y en un buque francés asilarse en Montevideo.
Pese a estar ya enfermo se incorporó como oficial a la Legión Argentina a las órdenes del general Martín Rodríguez. Pese al fracaso del movimiento en la capital, los conspiradores del sur de la campaña bonaerense, los autodenominados "Libres del Sur", se lanzaron a la revolución y en octubre estalló el llamado Grito de Dolores.
Cuando tuvo noticias del movimiento y que las tropas de Montevideo al mando de Juan Lavalle no acudirían en su apoyo, Belgrano partió de inmediato al teatro de operaciones, pero cuando llegó la revolución ya había sido aplastada por Prudencio Rosas y sólo sirvió para ver en una pica de la plaza de Dolores la cabeza de uno de sus líderes, su primo Pedro Castelli.
Belgrano regresó a Montevideo, donde tras 14 días de enfermedad falleció el 26 de diciembre de 1839.